# Herman Jaminé
Herman Jaminé (Maastricht, 15 juli 1826 - Hasselt, 15 september 1885) was een Belgisch architect. Zijn vader, Lambert Jaminé, en zijn zoon Léon Jaminé, waren eveneens provinciaal architect.
Op 19-jarige leeftijd kwam hij in dienst van de provincie Limburg als hulptekenaar. In 1850 trouwde hij met Johanna Josephina Marie Doigny, en in hetzelfde jaar werd hij provinciaal onderbouwmeester. Aldus was hij, samen met zijn vader, betrokken bij vrijwel elk openbaar gebouw in Belgisch-Limburg. In 1866 volgde hij zijn vader op als provinciaal bouwmeester. In 1870 werd hij tevens bestuurslid van de Tekenacademie en Nijverheidsschool te Hasselt.
Herman Jaminé ontwierp, naast vele overheidsgebouwen, ook tal van kerken. Hij werd opgevolgd door zijn zoon, Léon Jaminé.

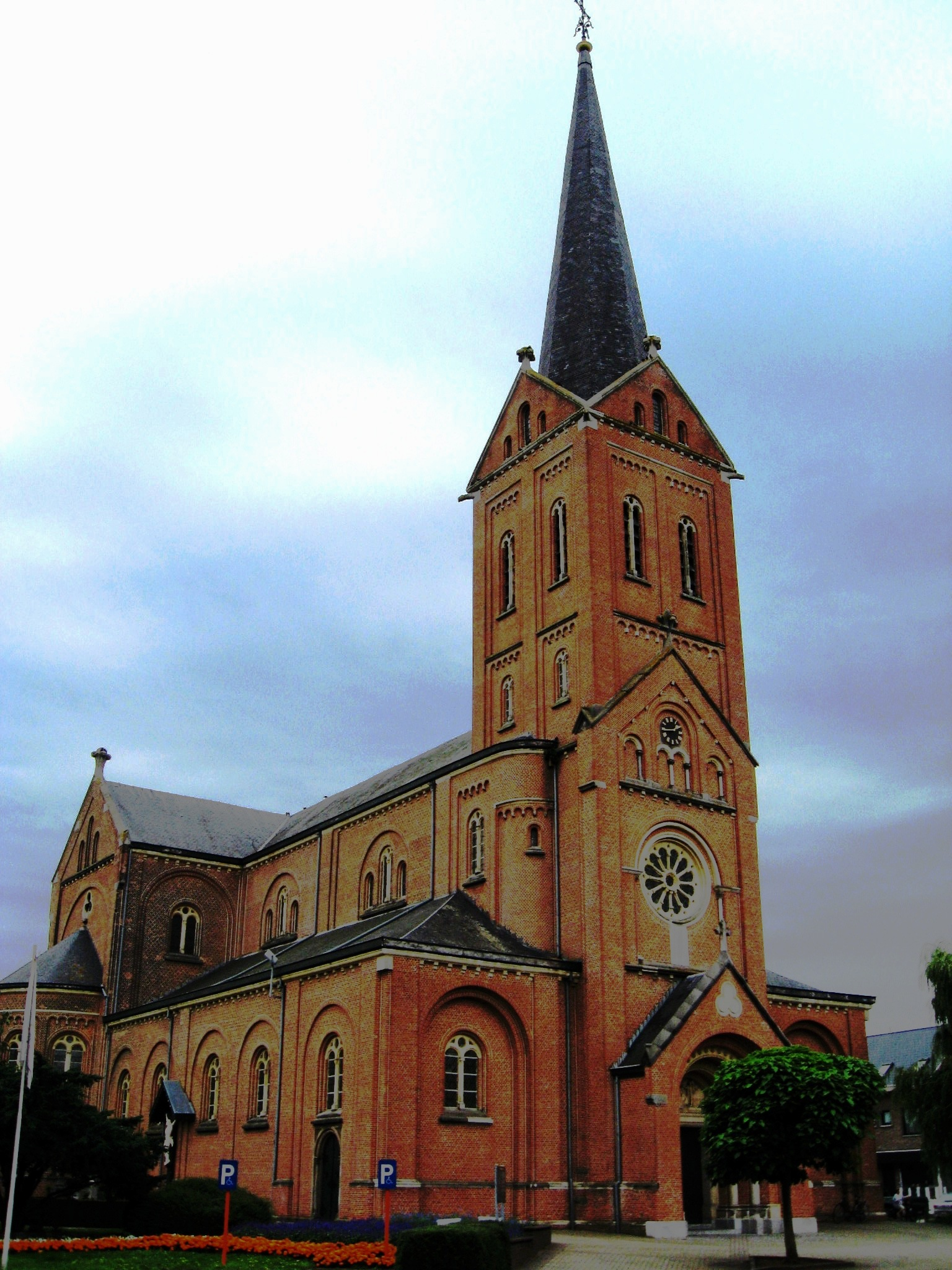
Sint-Jan-de-Doperkerk te Paal, een van de door Herman Jaminé ontworpen kerken.